# Il giornale dei viaggi
Il giornale dei viaggi. Pubblicazione quindicinale di avventure, usi e costumi è una collana edita dalla Edizioni Araldo (oggi Sergio Bonelli Editore) nel 1961. Il direttore responsabile era Sergio Bonelli mentre il condirettore Fulvio Angiolini. Furono pubblicati solo 8 volumi dal prezzo di 100 lire l'uno.
Sergio Bonelli, successivamente, ricordò così la testata:
(Sergio Bonelli)
Ogni volume si caratterizza per la presenza di articoli riguardanti l'avventura corredati da numerose fotografie. Inoltre, sono presenti regolarmente delle illustrazioni disegnate da Franco Donatelli (accreditato con lo pseudonimo Frank Donat) mentre in un articolo sul West ne compaiono alcune di Aurelio Galleppini (non accreditato). Le copertine, nonostante cambiarono leggermente a partire dal n. 5 con l'aggiunta di una fascia rossa, presentano sempre la foto già comparsa nella retro-copertina del numero precedente. L'ultimo articolo di ogni volume fa parte della serie I grandi personaggi dell'avventura e prende in considerazione un particolare personaggio storico noto nell'ambito delle esplorazioni geografiche. La numerazione delle pagine prosegue costante per tutti i numeri e non prende in considerazione le copertine al fine di poter consentire in futuro di rilegare in un unico volume i contenuti scopertinati.
Il 9° volume avrebbe dovuto contenere degli articoli relativi a Mosca, alle 365 chiese di Cholula, al pesce spada durante l'estate e al Bosforo mentre l'articolo della serie I grandi personaggi dell'avventura avrebbe dovuto essere dedicato a Daniel Boone.

## Volumi
| Nr. | Data pubblicazione | Articolo                                                     | Testo                       | Foto e illustrazioni                                                                               | Pagine       |
| --- | ------------------ | ------------------------------------------------------------ | --------------------------- | -------------------------------------------------------------------------------------------------- | ------------ |
| 1   | 15 gennaio 1961    | L'india dai mille volti                                      | Jean Sovall                 | Farabola, E. P. S., Barzaghi                                                                       | 1-14 (14)    |
| 1   | 15 gennaio 1961    | Con l'orso nelle terre dell'Alaska                           | Colin Drew                  | E.P.S.                                                                                             | 15-20 (6)    |
| 1   | 15 gennaio 1961    | Gli ultimi signori delle praterie                            | Alberto Nunziante           | Transworld, Vivienne, Vaugat                                                                       | 21-30 (10)   |
| 1   | 15 gennaio 1961    | In Jeep verso la Sierra Tarahumara                           | Robert Primatoff            | E.P.S.                                                                                             | 31-39 (9)    |
| 1   | 15 gennaio 1961    | Ferdinando Magellano                                         | Jason Vella                 | Transworld, Franco Donatelli (come Frank Donat, 1 ill. a colori)                                   | 40-48 (9)    |
| 2   | 1º febbraio 1961   | Haïti - Antica terra di avventure                            | Jason Vella                 | F.P.G., E.P.S., Marka, Transcontinental                                                            | 49-62 (14)   |
| 2   | 1º febbraio 1961   | Gli squali! Tigri del mare                                   | Piero Millicich             | Transworld, Fotocolor Milani                                                                       | 63-72 (10)   |
| 2   | 1º febbraio 1961   | Un Mountie cattura sempre il suo uomo                        | Robert Nunth                | Fotocolor Ray Halin, Franco Donatelli (come Frank Donat, 3 ill. in bianco e nero)                  | 73-78 (6)    |
| 2   | 1º febbraio 1961   | Nigeria, anno primo                                          | Alberto Nunziante           | Ufficio Stampa del Consolato Britannico                                                            | 79-87 (9)    |
| 2   | 1º febbraio 1961   | Con Nansen nell'affascinante silenzio del Polo Artico        | Charles Grawin              | Arborio Mella, Farabola, Fotocolor Ray Halin, Franco Donatelli (come Frank Donat, 1 ill. a colori) | 88-96 (9)    |
| 3   | 15 febbraio 1961   | Pigmei, leopardi e zanzariere nel cuore nero del Congo       | Alessandro Maggiora Vergano | Mario Cussino                                                                                      | 97-110 (14)  |
| 3   | 15 febbraio 1961   | Nel misterioso mondo delle tenebre eterne                    | Giulio Cappa                | Tito Samoré                                                                                        | 111-121 (11) |
| 3   | 15 febbraio 1961   | È un antico sentiero indiano la strada più popolare al mondo | George Host                 | E.P.S.                                                                                             | 122-127 (6)  |
| 3   | 15 febbraio 1961   | Tesori sacrificati alla diga di Assuan                       | Piero Millicich             | Archivio, Arborio Mella, Barzaghi, London Express                                                  | 128-135 (8)  |
| 3   | 15 febbraio 1961   | 1885 - Livingstone scopre le Cascate Vittoria                | Jason Vella                 | Arborio Mella, Franco Donatelli (come Frank Donat, 1 ill. a colori)                                | 136-144 (9)  |
| 4   | 1º marzo 1961      | Dal Tibet al mare - La grande muraglia cinese                | Piero Millicich             | Bernari, Nicola Sansone, E.P.S.                                                                    | 145-158 (14) |
| 4   | 1º marzo 1961      | Operazione Luna                                              | Colin Drew                  | Archivio, E.P.S.                                                                                   | 159-164 (6)  |
| 4   | 1º marzo 1961      | I misteri del Kuapur nel cuore del Brasile                   | Jorge Ferreira              | Herny Ballot, E.P.S. (diapositive)                                                                 | 165-173 (9)  |
| 4   | 1º marzo 1961      | Un leone in famiglia                                         | Juliana Wang                | Agenzia Transworld                                                                                 | 174-177 (4)  |
| 4   | 1º marzo 1961      | La polizia americana contro i pirati dei fiumi               | Alberto Nunziante           | Archivio, E.P.S., C.T.A                                                                            | 178-183 (6)  |
| 4   | 1º marzo 1961      | Stanley - Appuntamento col destino                           | Jason Vella                 | Arborio Mella, Franco Donatelli (come Frank Donat, 1 ill. a colori)                                | 184-192 (9)  |
| 5   | 15 marzo 1961      | Bangkok - La Venezia dell'oriente                            | Fulvio Angiolini            | Ray Halin                                                                                          | 193-206 (14) |
| 5   | 15 marzo 1961      | ...S. O. S. Artico... Nave chiama rompighiaccio              | Piero Millicich             | Publifoto                                                                                          | 207-213 (7)  |
| 5   | 15 marzo 1961      | La più moderna città del mondo                               | Jason Vella                 | Mario Andi                                                                                         | 214-221 (8)  |
| 5   | 15 marzo 1961      | Freedomland - Terra di libertà                               | Non accreditato             | E.P.S., Aurelio Galleppini (non accreditato, 4 ill. a colori)                                      | 222-231 (10) |
| 5   | 15 marzo 1961      | A vele spiegate con Vasco de Gama                            | Federico Bardi              | Archivio, Studio dell'Illustrazione, Franco Donatelli (come Frank Donat, 1 ill. a colori)          | 232-240 (9)  |
| 6   | 1º aprile 1961     | Il Perù: dalla civiltà degli Incas alla conquista spagnola   | Piero Millicich             | F.P.G., Folco Quilici                                                                              | 241-254 (14) |
| 6   | 1º aprile 1961     | Emilio Salgari - La fantasia in mille avventure              | A. M. Contin                | Archivio Emilio Firpo                                                                              | 255-256 (2)  |
| 6   | 1º aprile 1961     | A cinquant'anni dalla morte di Emilio Salgari                | Emilio Firpo                | Archivio Emilio Firpo                                                                              | 257-260 (4)  |
| 6   | 1º aprile 1961     | I pirati malesi del Mar di Sulu                              | Jason Vella                 | Ray Halin                                                                                          | 261-279 (19) |
| 6   | 1º aprile 1961     | James Cook - Lo adorarono come un dio e lo trucidarono       | Fulvio Angiolini            | Arborio Mella, Dulevant, Franco Donatelli (come Frank Donat, 1 ill. a colori)                      | 280-288 (9)  |
| 7   | 15 aprile 1961     | Ceylon - Un pellegrinaggio nel paradiso terrestre            | Alessandro Maggiora Vergano | Archivio, S.E.F.                                                                                   | 289-302 (14) |
| 7   | 15 aprile 1961     | Il grande viaggio della vita                                 | Non accreditato             | S.E.F.                                                                                             | 303-308 (6)  |
| 7   | 15 aprile 1961     | Mark Twain - L'allegro pilota del Mississippi                | Jason Vella                 | Transworld, F.P.G.                                                                                 | 309-318 (10) |
| 7   | 15 aprile 1961     | Leggenda e realtà delle piante carnivore                     | Piero Millicich             | S.E.F.                                                                                             | 319-327 (9)  |
| 7   | 15 aprile 1961     | Abuna Messias - Un apostolo nell'Africa nera                 | Dino Beretta                | S.E.F., archivio Biblioteca Ambrosiana                                                             | 328-336 (9)  |
| 8   | 1º maggio 1961     | Marocco - Impero di sultani e califfi                        | Amilcare Giovanditto        | Amilcare Giovanditto                                                                               | 337-350 (14) |
| 8   | 1º maggio 1961     | Canadà - 60º parallelo                                       | Fulvio Angiolini            | Archivio                                                                                           | 351-357 (7)  |
| 8   | 1º maggio 1961     | Tokio-Kamakura a cento km. all'ora                           | Robert Hemery               | Ray Halin                                                                                          | 358-375 (18) |
| 8   | 1º maggio 1961     | Sir Hillary sulle orme dell'abominevole "uomo delle nevi"    | Jason Vella                 | Archivio                                                                                           | 376-384 (9)  |